# Čarovnica
Čarovnice so izmišljena bitja, ki naj bi po prepričanju nekaterih imela nadnaravno moč. Po nekaterih krščanskih dogmah naj bi bile odposlanke hudiča. Svoje moči naj bi uporabljale v zle namene (npr. povzročanje slabega vremena, bolezni in nesreče) in tako škodovale ljudem. 
Ponavadi so upodobljene z značilnim koničastim klobukom. Spremljale naj bi jih njihove, tako imenovane čarovniške živali. Čarovnice naj bi izrekale uroke ter kuhale razne napoje in zvarke. Nekateri ljudje jim pripisujejo tudi sposobnost vedeževanja, prerokovanja, jasnovidnost in spreminjanje podobe. Pri tem naj bi uporabljale pripomočke, kot so npr. kotel, čarovniška palica, čarovniške knjige ter razne čarovne simbole in amulete.
Moč čarovnic naj bi bila največja ob tako imenovanih čarovniških dneh (četrtek, petek in sobota), ponoči in ob polni luni. Coprnice ali vešče kot so jim tudi rekli, naj bi se sestajale ponoči (priljubljeno zbirališče čarovnic v Sloveniji naj bi bila gora Slivnica).                                                                                                               
V srednjem veku se je začelo preganjanje čarovnic, preganjala jih je predvsem Inkvizicija. Čarovništvo so večinoma pripisovali nenavadnim, samotarskim ženskam. Največ so jih pobili v 17. stoletju. Takrat je bilo veliko nedolžnih žensk obsojenih na smrt, oziroma na »preizkus«, ki naj bi pokazal ali so res čarovnice. Ti preizkusi so bili kruti in največkrat izvedeni tako, da je ženska ali umrla ali bila obsojena kot čarovnica. Čarovništva so obsojali tudi moške. Mučenje je bilo grozljivo, metode pa so človeka iznakazile ali ubile. Izpahovanje sklepov, puljenje zob in nohtov, ožiganje kože, rezanje udov in izžiganje ali dolbljenje oči iz jamic - vse to so bile strahotne metode mučenja, po katerih je žrtev po navadi priznala zločin, ki ga sploh ni naredila. Ljudje so počasi nehali verjeti v čarovnice oziroma jih preganjati šele v 19. stoletju. V Angliji so šele leta 1951 odpravili zadnji zakon o prepovedi čarovništva, a vendar se čarovništvo še sedaj preganja v nekaj manj razvitih državah.To je končala Marija Terezija.

## Čarovnice v pravljicah in knjigah
Čarovnice se pojavljajo tudi v mnogih zgodbah. Nekatere izmed teh so: Čarovnica Čirimbara, Coprnica Zofka (Svetlana Makarovič) po kateri je bil posnet tudi celovečerni lutkovni film, Coprniški muc (Svetlana Makarovič), Janko in Metka, Sneguljčica in sedem palčkov, Čarovnice (Roald Dahl, 1983) po kateri so prav tako posneli film, Mala čarovnica Lili (Knister), Podobe domišljije, Mali Hokuspokus (Mira Lobe, 1997).   